# Chiesa di San Giuseppe Artigiano (Campobasso)
La chiesa di San Giuseppe Artigiano è un edificio religioso di Campobasso.

## Storia
La parrocchia fu istituita l'8 dicembre 1969 per decreto di mons. Alberto Carinci, vescovo di Campobasso.
Progettata dall'ing. Enrico Mandolesi fu iniziata nel 1972 e terminata nel 1974. L'ingresso ha una scala in travertino di Tivoli e le porte d'ingresso in vetro sono protette da cancellate in ferro composte da robusti chiodi piramidali a ricordo dei chiodi della crocifissione di Cristo.
La navata interna è illuminata da strette finestrature abbellite da vetrate policrome.